# Westgroßefehn
Westgroßefehn ist ein Ortsteil der Gemeinde Großefehn und die Keimzelle des Dorfes Großefehn, das heute aus Westgroßefehn, Mittegroßefehn und Ostgroßefehn besteht.

## Geschichte
Der Ort ist die älteste Fehnanlage Ostfrieslands. Sie wurde 1633 von den vier Emder Bürgern Claas Berends, Simon Thebes, Cornelius de Rekener und Gerd Lammer als Timmelerfehn angelegt. Sie erhielten eine Moorfläche zur Abtorfung und Kultivierung vom Fürsten von Ostfriesland in Obererbpacht übertragen und teilten die Moorflächen in 2 bis 3 ha große Parzellen auf, die in Untererbpacht an Kolonisten vergeben wurden. Diese verpflichteten sich, einen Kanal zu graben, den Torf abzugraben und den Untergrund zu kultivieren. Vom Fehntjer Tief wurde der Hauptkanal ins Moor vorangetrieben, der als Verkehrsweg diente. An beiden Seiten des Kanals bauten die Kolonisten ihre Häuser. Aus der Torfschifffahrt heraus entwickelte sich Westgroßefehn dann als  Werftstandort, an dem vor allem Tjalken gebaut wurden.
Am 1. Juli 1972 wurde der Ort in die neue Gemeinde Großefehn eingegliedert.

## Sehenswürdigkeiten
Die typische Fehnlandschaft ist in Westgroßefehn gut erhalten. Kern des Dorfes bildet noch immer der zentrale Kanal. Die gegen Ende des 19. Jahrhunderts erbaute zweistöckige Galerie-Holländerwindmühle prägt außerdem das Ortsbild.
Das Fehnmuseum Eiland dokumentiert die Entstehung und Entwicklung des Fehndorfes. In der Teestube bietet das Museum die Ostfriesische Teezeremonie für Besucher an. Auf dem historischen Museumsgelände finden sich außerdem noch eine Gattersäge und eine Schmiede, die regelm. genutzt werden.
Im Webmuseum, das sich seit 1999 in der alten Dorfschule befindet, wird die Geschichte der Weberei gezeigt. Getragen vom gemeinnützigen Verein „De Weevstuv e. V.“ werden in der Museumswerkstatt außerdem Kurse zum Mitmachen angeboten.

## Politik
Der Ortsrat, der die Ortsteile Timmel und Westgroßefehn gemeinsam vertritt, setzt sich aus sieben Mitgliedern zusammen. Die Ratsmitglieder werden durch eine Kommunalwahl für jeweils fünf Jahre gewählt. Die aktuelle Amtszeit begann am 1. November 2021 und endet am 31. Oktober 2026.
Bei der Kommunalwahl 2021 ergab sich folgende Sitzverteilung:
| Ortsrat 2021Insgesamt 7 Sitze - WTW: 5 - FDP: 1 - CDU: 1 |

## Veranstaltungen
Jedes Jahr finden in Westgroßefehn die traditionelle Maibaumfeier sowie das Osterfeuer statt. Diese und weitere Veranstaltungen werden von der Freiwilligen Feuerwehr West-Mittegroßefehn/Ulbargen organisiert.
2010 bis 2012 fand außerdem das Omas Teich Festival in Westgroßefehn statt. Anwohner hatten zuvor eine Interessengemeinschaft gegen die Veranstaltung gegründet, da sie Lärm und Verschmutzung befürchteten. Sie zogen ihre Klage gegen die Genehmigung der Veranstaltung jedoch zurück.
Inzwischen findet auf demselben Gelände das Großefehn Open Air statt.